# Halogeenalkaan

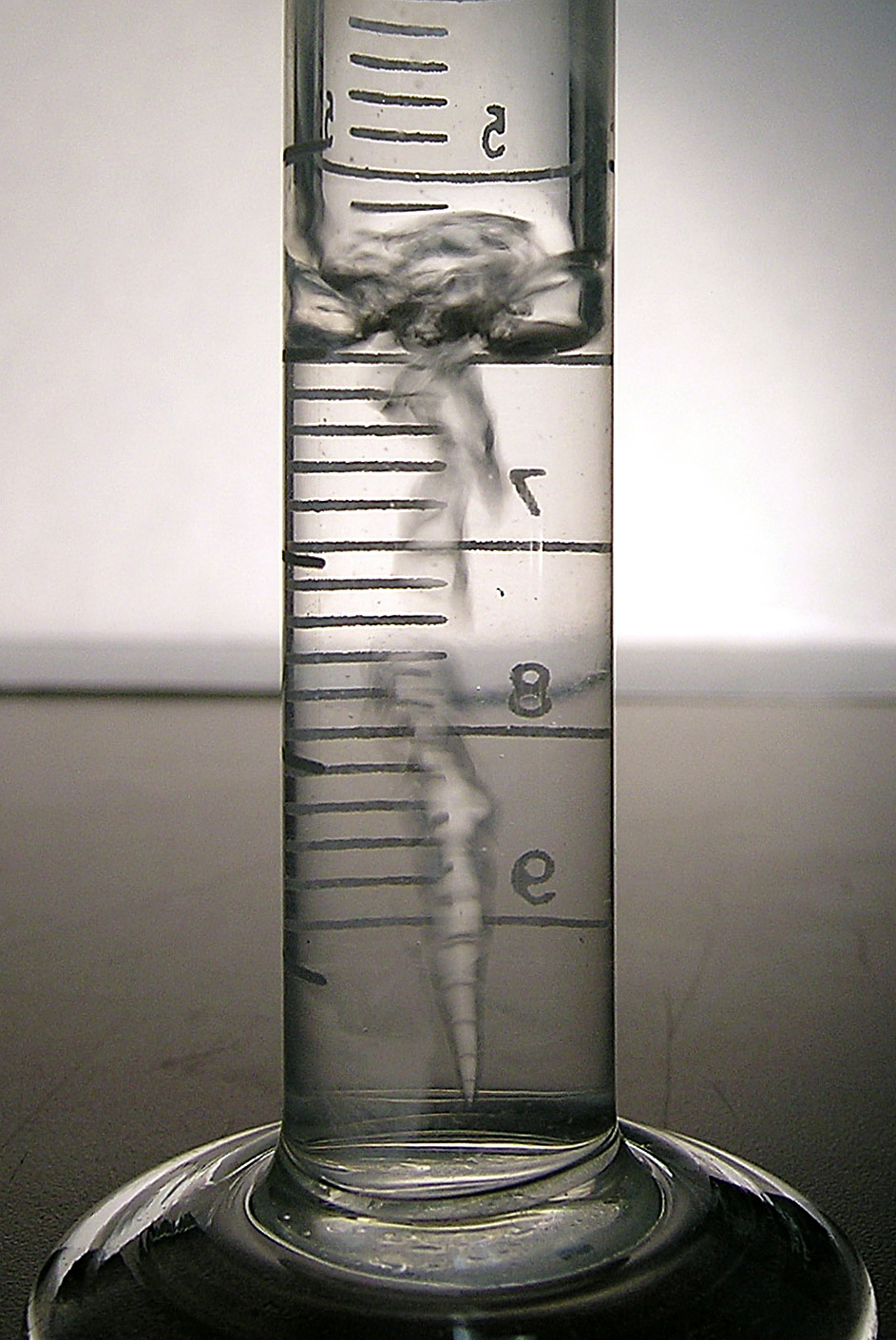
1,1,1,2-tetrafluorethaan is een kleurloze vloeistof met een laag kookpunt (-26,3°C). Derhalve kookt ze reeds bij kamertemperatuur.

De halogeenalkanen (ook wel aangeduid als haloalkanen of alkylhalogeniden) vormen een omvangrijke stofklasse van organische verbindingen. Ze zijn afgeleid van alkanen, waarbij een of meer waterstofatomen is vervangen door een of meer soorten halogeenatomen. Ze vormen een onderklasse van de halonen.

## Klassen
De halogeenalkanen worden opgedeeld in klassen volgens de substitutiegraad van het koolstofatoom waarop het halogeen is gebonden:
- Een primair halogeenalkaan, zoals joodethaan, bezit 1 alkylgroep op dit koolstofatoom
- Een secundair halogeenalkaan, zoals 2-chloorpropaan, bezit 2 alkylgroepen op dit koolstofatoom
- Een tertiair halogeenalkaan, zoals 2-broom-2-methylpropaan, bezit 3 alkylgroepen op dit koolstofatoom

Daarnaast kunnen halogeenalkanen ook worden ingedeeld volgens het halogeen dat aanwezig is. Door de grote zeldzaamheid en radioactiviteit van het element astaat, zijn deze verbindingen niet bekend. Formeel komen enkel fluor, chloor, broom en jood voor in halogeenalkanen.

## Synthese
Halogeenalkanen kunnen op verschillende manieren bereid worden.

### Radicalaire halogenering
Alkanen reageren met halogenen via een radicalaire halogenering, al dan niet onder invloed van temperatuur of licht. Een of meer waterstofatomen wordt hierbij vervangen door een halogeen. Deze methode heeft echter het nadeel dat vaak complexe mengsels van verschillende halogeenalkanen worden gevormd. Zij kunnen echter, als zij in hun kookpunten voldoende verschillen, door middel van destillatie van elkaar worden gescheiden.

### Halogenering van alkenen
Alkenen kunnen omgezet worden in halogeenalkanen door middel van een hydrohalogenering (een elektrofiele additie aan een dubbele binding). Daarbij reageert een protisch halogeenzuur (zoals waterstofchloride of waterstofbromide) met de dubbele binding, zodat het corresponderende chloor- of broomalkaan ontstaat:
Het halogeen komt hierbij - conform de regel van Markovnikov - terecht op de meest gesubstitueerde plaats.
Alkenen kunnen echter ook met de moleculaire halogenen (voornamelijk dichloor en dibroom) reageren, zodat een vicinaal dihalogeenalkaan ontstaat. De reactie verloopt via een cyclisch onium-ion:

### Reacties met alcoholen
De hydroxylgroep van een alcohol kan via enkele methode worden omgezet in een halogeen. Zo reageert een tertiair alkanol met waterstofchloride tot een tertiair chlooralkaan. In het geval van een primair of secundair alkanol is bij deze reactie een activator (zinkchloride) vereist.
Wanneer een alcohol wordt behandeld met thionylchloride, ontstaat via een aflopend proces een alkylchloride. Ook fosforpentachloride en fosfortrichloride worden hiertoe aangewend. De appelreactie maakt gebruik van trifenylfosfine en tetrachloormethaan.
Alcoholen kunnen in de corresponderende broomalkanen worden omgezet met behulp van waterstofbromide of fosfortribromide.
Joodalkanen kunnen bereid worden middels de Finkelstein-reactie: hierbij wordt het alkanol eerst omgezet in een tosylaat, dat vervolgens met natriumjodide in aceton reageert tot het alkyljodide.

## Eigenschappen en reactiviteit
Door de grote elektronegativiteit van de halogenen (vooral fluor en chloor), is de binding matig tot sterk gepolariseerd. Het koolstofatoom wordt partieel positief geladen en is gevoelig voor nucleofielen. Zo ondergaan primaire halogeenalkanen, zoals methyljodide of ethylbromide, vlot een SN2-reactie. Bijgevolg zijn het sterk alkylerende reagentia en zij houden dus gevaren voor de gezondheid (waaronder carcinogeniciteit) in.
Tertiaire halogeenalkanen, zoals tert-butylchloride, ondergaan dan weer een SN1-reactie, omdat het intermediair gevormde carbokation goed gestabiliseerd is door hyperconjugatie en het inductief duwend effect van de alkylgroepen.
Halogeenalkanen zijn meestal kleurloos, reukloos en hydrofoob. Hun kookpunt ligt hoger dan de corresponderende alkanen, omdat de polarisatie van de koolstof-halogeenverbinding sterke intermoleculaire krachten met zich meebrengt. Vooral sterkere London-dispersie- en dipool-dipool-krachten zijn hier debet aan. Dit effect geeft zijn weerslag op de aggregatietoestand van de verbindingen: zo is tetrajoodmethaan een vaste stof, terwijl tetrafluormethaan een gas is. 
Doordat er minder koolstof-waterstofbindingen aanwezig zijn, zijn de meeste halogeenalkanen minder ontvlambaar dan de zuivere alkanen. Sommige, zoals trifluormethaan en broomchloordifluormethaan, worden als vuurdovend middel ingezet. Andere, zoals 1,2-dichloorethaan en 1-joodbutaan, zijn dan weer zeer licht ontvlambaar.
Halogeenalkanen zijn, wegens hun hogere polariteit, betere oplosmiddelen dan de corresponderende alkanen. Vooral in de organische synthese wordt gebruikgemaakt van halogeenalkanen als oplosmiddel. Veel gebruikte organische oplosmiddelen zijn chloroform, dichloormethaan en tetrachloormethaan. Ze zijn veelal inert en gemakkelijk droog te maken, zodat ze voor zuurgevoelige reacties of reacties met organometaalverbindingen kunnen ingezet worden. 
Talloze halogeenalkanen zijn schadelijk voor het milieu en voor de atmosfeer. Vooral chlooralkanen zijn schadelijk voor de ozonlaag, omdat de koolstof-chloorbinding labiel is onder invloed van UV-licht. Hierbij worden chloorradicalen gevormd, die zeer reactief zijn ten opzichte van ozon en het afbreken tot zuurstof:
{\displaystyle \mathrm {Cl{\dot {\ }}+\ O_{3}\ \longrightarrow \ ClO\ +\ O_{2}} }
{\displaystyle \mathrm {ClO\ +\ O\cdot \ \longrightarrow \ Cl{\dot {\ }}+\ O_{2}} }
Het gebruik van gehalogeneerde koolwaterstoffen (en ozonafbrekende stoffen algemeen) is vastgelegd in het Montreal Protocol.

## Toepassingen
Halogeenalkanen worden voor talloze doeleinden ingezet. Het zijn belangrijke tussenproducten bij verschillende syntheses. Zo worden broomalkanen vaak toegepast als synthons voor carbokationen.
Halogeenalkanen worden gebruikt als apolair oplosmiddel (zowel op laboratoriumschaal als op industriële schaal), als condenseerbare gassen (bijvoorbeeld 1-chloorethaan), als verdovingsmiddel bij kwetsuren (tijdens een sportwedstrijd) en als vlamdovend middel (hierbij kan wel fosgeen vrijkomen). Sommige worden ook gebruikt als brandstof en als geneesmiddel.